# 纵带盔鱼
纵带盔鱼（学名：Coris picta），又名斑盔魚，為輻鰭魚綱鱸形目隆頭魚亞目隆頭魚科的其中一種，分布於西太平洋的澳洲及紐西蘭海域，棲息深度3-25公尺，體長可達25公分，棲息在沙底質礁石區，生活習性不明，可作為觀賞魚。

## 擴展閱讀
維基物種上的相關：斑盔魚
1. ↑  Pollard, D., Choat, J.H., Russell, B. & Myers, R. 2010. Coris picta. In: IUCN 2013. IUCN Red List of Threatened Species. Version 2013.1. <www.iucnredlist.org 的存檔，存档日期June 27, 2014，.>. Downloaded on 06 November 2013.